# Hålasjön (Mårdaklevs socken, Västergötland)
Hålasjön är en sjö i Svenljunga kommun i Västergötland och ingår i Ätrans huvudavrinningsområde. Sjön har en area på 0,121 kvadratkilometer och ligger 151,1 meter över havet.

## Delavrinningsområde
Hålasjön ingår i det delavrinningsområde (634992-132700) som SMHI kallar för Utloppet av Storasjön. Medelhöjden är 159 meter över havet och ytan är 19,32 kvadratkilometer. Det finns ett avrinningsområde uppströms, och räknas det in blir den ackumulerade arean 22,92 kvadratkilometer. Kvarnabäcken som avvattnar avrinningsområdet har biflödesordning 2, vilket innebär att vattnet flödar genom totalt 2 vattendrag innan det når havet efter 74 kilometer. Avrinningsområdet består mestadels av skog (72 procent). Avrinningsområdet har 2,32 kvadratkilometer vattenytor vilket ger det en sjöprocent på 12 procent.